# Петровский, Ян Игоревич
Ян Игоревич Петровский (род. 2 января 1987, Иркутск), также известный как Воислав Торден, — российский военный преступник, наёмник, неонацист, известный под позывным «Славянин». Участник российско-украинской войны и интервенции в Сирии.

## Биография
Жил в Санкт-Петербурге. В детстве увлекался историей, участвовал в реконструкции средневековых сражений. Собирался учиться на архитектора или графического дизайнера в России, однако в 2004 году его мать вышла замуж за норвежца, и семья переехала в Норвегию. Учился на графического дизайнера в Осло.
В составе «Солдат Одина» патрулировал улицы Тенсберга и был связан с Северным движением сопротивления. В 2010 году был арестован во время полицейского рейда: в салоне были обнаружены поддельные документы и оружие, которое, как установило следствие, принадлежало Вячеславу Дацику. Петровский сам имеет многочисленные татуировки — Чёрное солнце, Валькнут и разнообразные руны. 
Во время тренировки в террористической организации «Русское имперское движение» познакомился со своим будущим командиром Алексеем Мильчаковым. В 2014 году вступил в ДШРГ «Русич» и участвовал в войне на востоке Украины, где прославился фотографиями на фоне убитых украинских солдат. Летом 2015 года вместе с ДШРГ покинул Донбасс. В том же году Петровский заявил, что приехал в Украину воевать против «Хазарского каганата».
Участник военной операции в Сирии в составе ультраправой группировки на стороне Башара Асада.
В 2016 году арестован в доме известного деятеля Северного движения сопротивления Ронни Бордсена в связи с длительным пребыванием за границей и нарушением миграционного законодательства Норвегии, после чего был депортирован в Россию. Норвежские власти назвали Петровского «угрозой безопасности» страны.
В июне 2022 года посетил похороны убитого участника вторжения в Украину Алексея Пожарова, на котором признался, что ДШРГ «Русич» участвует во вторжении.

### Следствие и суд в Финляндии
20 июля 2023 года был арестован финской полицией в Хельсинки. Украинские власти подали запрос на его экстрадицию, но получили отказ из-за плохих условий содержания в украинских колониях. Сам Ян попросил экстрадировать себя в РФ.
9 декабря Центральная криминальная полиция Финляндии начала доследственную проверку в отношении Петровского. Он был взят под стражу пограничной службой Финляндии, а Генеральный прокурор Финляндии и полиция Финляндии рассматривали возможность открытия уголовного дела по обвинению в «террористических преступлениях в Украине» на основании доказательств от Украины в рамках запроса об экстрадиции. 11 декабря Петровского снова отправил под стражу, а Центральная криминальная полиция Финляндии требовала наложить на него арест. 15 декабря началось расследование.
В январе 2024 года Петровскому предъявили обвинения в нарушении запрета на въезд в страну на пограничный пункт Ваалимаа.
13 февраля 2024 года в Финляндии окружной суд Кюменлааксо приговорил Яна Петровского к 40 дням условного заключения за нарушение запрета на въезд в страны Шенгенской зоны.
31 октября 2024 года прокуратура Финляндии выдвинула официальные обвинения россиянину Воиславу Тордену в военных преступлениях, совершённых в Украине в 2014—2015 годах. Это первый случай, когда в Финляндии выдвинуто обвинение в военных преступлениях, совершённых на территории Украины. По данным обвинения, Петровский лично расстрелял из пулемёта украинских солдат, а его подразделение применило термобарическую ракету «Шмель», при взрыве которой были убиты и ранены украинские военные.
14 марта 2025 года Окружной суд Хельсинки приговорил россиянина Яна Петровского к пожизненному заключению по делу о военных преступлениях на Украине в 2014—2015 годах. Петровский был признан виновным в руководстве действиями боевиков на месте боя, в убийстве одного раненого солдата, а также в том, что разрешил изувечить одного из раненых солдат (бойца батальона «Айдар» Ивана Исыка), вырезав на его щеке коловрат (как установила судебно-медицинская экспертиза, Исык погиб в плену в результате пыток). Также суд признал подсудимого виновным в том, что он сделал оскорбительные по отношению к погибшему украинскому солдату фотографии и разместил их позднее в соцсетях. Сам Петровский вину не признал.
Данное дело стало первым для финской судебной системы, когда произошло осуждение гражданина России по причине совершения им военных преступлений против Украины на территории последней.

## Личная жизнь
Женат. Жена живёт и учится в Финляндии.

## Санкции
15 сентября 2022 года группа «Русич» и её командиры Мильчаков и Петровский попали в санкционный список США за «особую жестокость» в боях в Харьковской области. По аналогичным основаниям, 7 октября добавлен в санкционный список Японии. 1 ноября внесён в санкционный список Новой Зеландии. 16 декабря добавлен в санкционный список стран Евросоюза. 24 февраля 2023 года добавлен в санкционный список Австралии. 1 апреля добавлен в санкционный список Украины. 6 декабря добавлен в санкционный список Великобритании.